# Nebo omanensis
Espèce
Nebo omanensis est une espèce de scorpions de la famille des Diplocentridae.

## Distribution
Cette espèce est endémique d'Oman.

## Description
Le mâle holotype mesure 111,0 mm et la femelle paratype 101,0 mm, les mâles mesurent de 95 à 115 mm et les femelles de 90 à 105 mm.

## Étymologie
Son nom d'espèce, composé de   et du suffixe latin -ensis, « qui vit dans, qui habite », lui a été donné en référence au lieu de sa découverte, Oman.

## Publication originale
- Francke, 1980 : Revision of the genus Nebo Simon (Scorpiones: Diplocentridae). Journal of Arachnology, vol. 8, no 1, p. 35-52 (texte intégral).